# Alexandre de Moté
Alexandre de Moté, né le 26 avril 1979, est un auteur de bande dessinée belge.

## Biographie
Alexandre de Moté naît le 26 avril 1979.
Il s'inscrit à l'ERG. Il en sort diplômé en 2004. Il participe ensuite à plusieurs expositions en Belgique telles Par la bande et Usage externe ou en France avec Paris province ; Bruxelles capitale au Centre Wallonie-Bruxelles,. En 2006, il rejoint le collectif bruxellois Nos Restes,. La même année, il reçoit le prix de la Communauté française de Belgique lors de l’exposition Médiatine. En 2008, il lance, au sein de Nos Restes, le fanzine d’illustration Eisbär qui met en avant l’illustration contemporaine belge et internationale.
Il sort son premier one shot Du sang sous le sapin sur un scénario de bande dessinée de Philippe Vanderheyden aux éditions L'Employé du Moi en 2009. Il est lauréat d'une bourse de la Fédération Wallonie-Bruxelles et d'un congé sabbatique en 2011. Il réalise seul son second one shot Last nite dans la collection « Vingt-quatre » chez le même éditeur en 2012. La même année, il réalise encore seul Nympha Moderna publié aux éditions Alter comics ainsi que Merde, je suis (encore) amoureux avec le collectif Nos restes. Il enchaîne l'année suivante avec Être mort publié aux éditions La Cinquième Couche et L'Odeur des souvenirs chez Alter comics. Il livre le roman graphique Je n'ai jamais dit je t'aime dans la collection « Soudain » aux éditions nantaises Vide Cocagne en 2017. Deux ans plus tard, il publie dans la même collection Et si je m'en vais avant toi. Ce récit revisite le mythe de Judith. Il écrit La Voie de Calliopée pour le dessinateur français Paul Burckel publié dans la collection « Plantigrade » aux éditions 6 Pieds sous terre en 2021. Un récit décalé sur l’art, la transmission et la folie humaine. La même année encore, il réalise l'illustration du mois d'avril pour la Société des auteurs et compositeurs dramatiques.
Depuis 2006, il participe régulièrement à divers collectifs,.
En littérature jeunesse, on lui doit l'écriture de Sacha : La Colère du Graou (2022) et Sacha : La Timidité du Tigrou (2023) illustré par Joëlle Passeron publié dans la collection « Jeunesse » aux éditions Glénat.
En 2023, il fait son entrée dans Spirou avec la rédaction de la rubrique Tout ce qu'il faut savoir sur.... Il y écrit un quart de page pour le dessinateur Pierre Lecrenier. L'année suivante, il coécrit le scénario de Un petit expresso sans sucre avec le dessinateur Abdel de Bruxelles publié par L'Îlot, une association sans but lucratif afin de sensibiliser sur le sans-abrisme. C'est le récit de Stéphane, un homme d’une quarantaine d’années qui, se retrouve sans logement et contraint de dormir dans son véhicule, puis dans la rue à la suite d’une série de déconvenues tant personnelles que professionnelles. 

## Œuvres

### Albums de bande dessinée
- Du sang sous le sapin[6],[17], L'Employé du Moi, Bruxelles, 14 novembre 2009
Scénario : Philippe Vanderheyden - Dessin : Alexandre de Moté - Couleurs : noir et blanc -  (ISBN 978-2-930360-29-4),Format poche
- Last Nite, L'Employé du Moi, coll. « Vingt-quatre », Bruxelles, 13 septembre 2012
Scénario et dessin : Alexandre de Moté - Couleurs : noir et blanc -  (ISBN 9782930360492)
- Nympha Moderna, Alter comics, Montpellier, 2012
Scénario et dessin : Alexandre de Moté - Couleurs : noir et blanc -  (ISBN 978-2820700315)
- Être mort[7], La Cinquième Couche, Bruxelles, 23 avril 2013
Scénario et dessin : Alexandre de Moté - Couleurs : noir et blanc -  (ISBN 9782930356921)
- L'Odeur des souvenirs[8], Alter comics, Montpellier, 26 juin 2013
Scénario et dessin : Alexandre de Moté - Couleurs : noir et blanc -  (ISBN 9782820700711)
- Je n'ai jamais dit je t'aime[9], Vide Cocagne, coll. « Soudain », Nantes, octobre 2017
Scénario, dessin et couleurs : Alexandre de Moté -  (ISBN 979-10-90425-89-7)
- Et si je m'en vais avant toi[10], Vide Cocagne, coll. « Soudain », Nantes, mai 2019
Scénario et dessin : Alexandre de Moté - Couleurs : noir et blanc -  (ISBN 978-2-379-36006-0)
- La Voie de Calliopée[11], 6 Pieds sous terre, coll. « Plantigrade », Montpellier, 8 avril 2021
Scénario : Alexandre de Moté - Dessin et couleurs : Paul Burckel -  (ISBN 978-2-352-12161-9),Format poche

### Collectifs
- 40075 km Comics, L'Employé du Moi, Bruxelles, janvier 2007
Scénario et dessin : collectif dont Alexandre de Moté - Couleurs : quadrichromie -  (ISBN 978-2-930360-13-3)
- Revanche / Revenge[18], L'Employé du Moi, Bruxelles, février 2010
Scénario : collectif - Dessin : collectif dont Alexandre de Moté - Couleurs : quadrichromie -  (ISBN 978-2-930360-31-7) — Format 18 × 25 cm.
- Appendix, L’Employé du Moi, Bruxelles, octobre 2010
Scénario : collectif - Dessin : collectif dont Alexandre de Moté - Couleurs : quadrichromie -  (ISBN 978-2-930360-32-4),Téléchargeable gratuitement au format PDF sur le site de l'éditeur[19].

### Littérature jeunesse

#### comme auteur
- Joëlle Passeron (ill.), Sacha : La Colère du Graou (Album jeunesse), Grenoble, Glénat, coll. « Jeunesse », 28 septembre 2022 (ISBN 978-2-344-05078-1, présentation en ligne)
- Joëlle Passeron (ill.), Sacha : La Timidité du Tigrou[13] (Album jeunesse), Grenoble, Glénat, coll. « Jeunesse », 31 mai 2023 (ISBN 9782344057087, présentation en ligne)
- Joëlle Passeron (ill.), Sacha : Sacha sans peur et sans doudou (Album jeunesse), Grenoble, Glénat, coll. « Jeunesse », 12 juin 2024 (ISBN 2344061789, présentation en ligne)

### Expositions

#### Expositions individuelles
- Le monde de Sacha[20], Centre belge de la bande dessinée, Bruxelles, du 11 juillet au 27 août 2024.

#### Expositions collectives
- Restrankil #4[21],[22], spécial bande dessinée, Apéro-zic les 20 et 21 avril, puis du 22 avril au 13 mai 2013 au Lycaon, Bruxelles.

#### Livres
: document utilisé comme source pour la rédaction de cet article.
- Thierry Bellefroid et Jean-Marie Derscheid, « De Moté Alexandre - Dessinateur - Scénariste », dans 77 auteurs de bande dessinée en Wallonie et à Bruxelles, Bruxelles, Wallonie-Bruxelles International, 2017, 128 p., ill. ; 26 cm (ISBN 2-930071-83-4, lire en ligne), p. 42.

### Émissions de radio
- Joëlle Passeron et Alexandre de Moté pour la série jeunesse "Sacha" (éd. Glénat), émission Du sucre dans votre été présentée par Delphine Freyssinet, Denis de Lovinfosse et Sandy Louis sur Radio chrétienne francophone, (49 min), 15 juillet 2024.